# جون باتيست أوغاست كيسلار
ولد في (جون باتيست اوغيست كيسلار (jean Baptiste august Kessler   في مدينة باتيفيا الهولندية سنة 1853م، انضم لجامعة دلفت ولكنه ترك الدراسة فطموحه لا يستطيع الانتظار وتوجه إلى المستعمرات الهولندية بحثا عن فرص الصفقات والأرباح الكبيرة.
وفي سنة 1888 م أصبح شريك في مجموعة Tiedeman & Van Kerchem ثم ساهم بتأسيس وتطوير شركة رويل داتش بتروليوم royal Dutch petroleum company سنة 1890م للتنقيب والبحث عن النفط في مناطق الجزر الإندونيسية التي اشترت لاحقا امتياز حقل نفطي متعثر في جزيرة سآموطره واستعانة بالإداريين والخبراء والفنين وعلى رائسهم الشرك والإداري جون كيسلار، حيث كانت المملكة الهولندية مستعمرة لتلك البلاد، فقد وصل إلى الغابات الكثيفة المدارية بتاريخ   4 /10 / 1891 م خلال رحلة شاقة استعمل فيها جميع أنواع وسائل النقل البرية والبحرية والنهرية استمرت ثلاث أشهر، وكانت معدات الحفر قد سبقته فواجد كل شيء مفكك وغير منظم والأمطار الغزيرة والعواصف الرعدية لم تتوقف والمخازن الغذائية تدمرت وأتلفت بفضل السيول والإحباط العام يسيطر على اللفين من العاملين هناك، ولكنه صبر حتى استقرت الأحوال الجوية وأعاد تنظيف الغاليات ووسائل الحفر البخاري وأنظمة الضغط وبصعوبة بالغة أسترجع مراحل جدول العمليات، في حين انه تعرض لوعكة صحية اثر مرض الحمى الذي أقعده لأيام ولكنه طلب الجميع بالاستمرار فلا توقف للعمال لان مستقبل الشركة على المحك والإفلاس ينتظر الجميع والكارثة تلوح بالأفق والتسابق مع الوقت يتدحرج بسرعة في منطقة مدارية غاية في الصعوبة المناخية. وبشق الأنفس استطاع في 28 /2/1892م من استخراج الزيت الأسود الموجود groet uit borneo بجزيرة ساموطرة، حيث تم رفع العلم الملكي الهولندي على ذاك البئر التاريخي، وبعد تسع أشهر عاد إلى هولندا ليصنف كتابه «رحلة التفتيش» سنة 1893 م، ثم غادر إلى ساموطرة مجددا واستمر بإدارته للحقول هناك بنجاح حتى سنة 1895م، حيث غادر إلى هولندا لاستكمال نشاطه التجاري وبجعبته مشروع يتهافت عليه جمهور كبير للمشاركة بأسهمه وأرباحه وقد زاد رأس مال الشركة من 1.3 مليون غيلدر إلى 5 ملايين غيلدر، وفي سنة 1898 م انخفض الإنتاج النفطي في حقل برونيو السابق ولكن كسلر استطاع الحصول على حق امتياز في حقل أخر سنة 1900 م ولكن بعد أن بداء العمل ضعفة حركة قلبه، فغادر على وجه السرعة على أول سفينة متجها إلى أوروبا حيث فارق الحياة بعد عبور قناة السويس عندما حطة السفينة في مدينة نابولي الإيطالية أواخر سنة 1900 م، وفي سنة 1897م اتفق كل من اللورد ماركس صاموئيل والبارون ألفونس روتشيلد على تأسيس shell transport and trading company شركة شيل للشحن والتجارة، وكان الهدف منها تأمين وصول النفط الروسي عبر قناة السويس إلى أسيا وأوقيانوسيا، وفي سنة 1907م اتفق الجميع أعضاء مجلس إدارة الشركتين الكبيرتين شيل للشحن والتجارة وشركة رويال داتش بتروليوم على الاندماج الكلي تحت راية «رويال داتش شيل».